# Galba (cognome)
Galba é um cognome de nascença da Roma antiga, como um ramo patrício da gente Sulpícia.
O nome é considerado normalmente como de origem celta, relacionado ao antigo irlandês golb, "gordura de barrigudo". Suetónio apresenta quatro possíveis derivações, incluindo o Galba do gaulês que significa "gordura".

## República Romana
- Públio Sulpício Galba Máximo, cônsul e ditador do século III a.C., que lutou contra Aníbal.
- Sérvio Sulpício Galba, soldado, político e orador do século II a.C. que serviu como cônsul em 144 a.C.
- Sérvio Sulpício Galba, soldado, político e orador do século II a.C. que serviu como cônsul em 108 a.C.
- Sérvio Sulpício Galba, político e oficial militar do século I a.C.

## Era Imperial
- Galba, Sérvio Sulpício Galba, Imperador Romano de 68-69 d.C.

## Celtas
- Galba, rei dos Suessiões da Gália Belga durante o século I a.C.